# Danh sách đĩa đơn quán quân Hot 100 năm 1976 (Mỹ)
Billboard Hot 100, công bố hàng tuần bởi tạp chí Billboard, là bảng xếp hạng các đĩa đơn thành công nhất tại thị trường âm nhạc Hoa Kỳ.

## Lịch sử xếp hạng
| Ngày phát hành | Bài hát                                                    | Nghệ sĩ                              |
| -------------- | ---------------------------------------------------------- | ------------------------------------ |
| 3 tháng 1      | "Saturday Night"                                           | Bay City Rollers                     |
| 10 tháng 1     | "Convoy"                                                   | C.W. McCall                          |
| 17 tháng 1     | "I Write the Songs"                                        | Barry Manilow                        |
| 24 tháng 1     | ""Theme from Mahogany (Do You Know Where You're Going To)" | Diana Ross                           |
| 31 tháng 1     | "Love Rollercoaster"                                       | Ohio Players                         |
| 7 tháng 2      | "50 Ways to Leave Your Lover"                              | Paul Simon                           |
| 14 tháng 2     | "50 Ways to Leave Your Lover"                              | Paul Simon                           |
| 21 tháng 2     | "50 Ways to Leave Your Lover"                              | Paul Simon                           |
| 28 tháng 2     | ""Theme from S.W.A.T."                                     | Rhythm Heritage                      |
| 6 tháng 3      | "Love Machine (Part 1)"                                    | The Miracles                         |
| 13 tháng 3     | "December, 1963 (Oh, What a Night)"                        | The Four Seasons                     |
| 20 tháng 3     | "December, 1963 (Oh, What a Night)"                        | The Four Seasons                     |
| 27 tháng 3     | "December, 1963 (Oh, What a Night)"                        | The Four Seasons                     |
| 3 tháng 4      | "Disco Lady"                                               | Johnnie Taylor                       |
| 10 tháng 4     | "Disco Lady"                                               | Johnnie Taylor                       |
| 17 tháng 4     | "Disco Lady"                                               | Johnnie Taylor                       |
| 24 tháng 4     | "Disco Lady"                                               | Johnnie Taylor                       |
| 1 tháng 5      | "Let Your Love Flow"                                       | Bellamy Brothers                     |
| 8 tháng 5      | "Welcome Back"                                             | John Sebastian                       |
| 15 tháng 5     | "Boogie Fever"                                             | The Sylvers                          |
| 22 tháng 5     | "Silly Love Songs"                                         | Wings                                |
| 29 tháng 5     | "Love Hangover"                                            | Diana Ross                           |
| 5 tháng 6      | "Love Hangover"                                            | Diana Ross                           |
| 12 tháng 6     | "Silly Love Songs"                                         | Wings                                |
| 19 tháng 6     | "Silly Love Songs"                                         | Wings                                |
| 26 tháng 6     | "Silly Love Songs"                                         | Wings                                |
| 3 tháng 7      | "Silly Love Songs"                                         | Wings                                |
| 10 tháng 7     | "Afternoon Delight"                                        | Starland Vocal Band                  |
| 17 tháng 7     | "Afternoon Delight"                                        | Starland Vocal Band                  |
| 24 tháng 7     | "Kiss and Say Goodbye"                                     | The Manhattans                       |
| 31 tháng 7     | "Kiss and Say Goodbye"                                     | The Manhattans                       |
| 7 tháng 8      | "Don't Go Breaking My Heart"                               | Elton John và Kiki Dee               |
| 14 tháng 8     | "Don't Go Breaking My Heart"                               | Elton John and Kiki Dee              |
| 21 tháng 8     | "Don't Go Breaking My Heart"                               | Elton John and Kiki Dee              |
| 28 tháng 8     | "Don't Go Breaking My Heart"                               | Elton John and Kiki Dee              |
| 4 tháng 9      | "You Should Be Dancing"                                    | Bee Gees                             |
| 11 tháng 9     | "(Shake, Shake, Shake) Shake Your Booty"                   | KC and the Sunshine Band             |
| 18 tháng 9     | "Play That Funky Music"                                    | Wild Cherry                          |
| 25 tháng 9     | "Play That Funky Music"                                    | Wild Cherry                          |
| 2 tháng 10     | "Play That Funky Music"                                    | Wild Cherry                          |
| 9 tháng 10     | "A Fifth of Beethoven"                                     | Walter Murphy and the Big Apple Band |
| 16 tháng 10    | "Disco Duck (Part 1)"                                      | Rick Dees and His Cast of Idiots     |
| 23 tháng 10    | "If You Leave Me Now"                                      | Chicago                              |
| 30 tháng 10    | "If You Leave Me Now"                                      | Chicago                              |
| 6 tháng 11     | "Rock'n Me"                                                | Steve Miller Band                    |
| 13 tháng 11    | "Tonight's the Night (Gonna Be Alright)"                   | Rod Stewart                          |
| 20 tháng 11    | "Tonight's the Night (Gonna Be Alright)"                   | Rod Stewart                          |
| 27 tháng 11    | "Tonight's the Night (Gonna Be Alright)"                   | Rod Stewart                          |
| 4 tháng 12     | "Tonight's the Night (Gonna Be Alright)"                   | Rod Stewart                          |
| 11 tháng 12    | "Tonight's the Night (Gonna Be Alright)"                   | Rod Stewart                          |
| 18 tháng 12    | "Tonight's the Night (Gonna Be Alright)"                   | Rod Stewart                          |
| 25 tháng 12    | "Tonight's the Night (Gonna Be Alright)"                   | Rod Stewart                          |